# Странная миссис Крейн
«Странная миссис Крейн» (англ. The Strange Mrs. Crane) — фильм нуар режиссёра Сэма Ньюфилда (указанного в титрах как Шерман Скотт), который вышел на экраны в 1948 году.
Фильм рассказывает о привлекательной Джине Крейн (Марджори Лорд), жене кандидата в губернаторы Уолтера Крейна (Пьер Уоткин), которую шантажирует её бывший сообщник по преступному бизнесу Флойд Дюрант (Роберт Шейн). Чтобы скрыть своё прошлое, Джина убивает Флойда, при этом полиция выдвигает обвинение в убийстве против его любовницы Барбары Арнольд (Рут Брейди). По стечению обстоятельств Джину избирают старшиной присяжных в суде над Барбарой, где она добивается обвинительного вердикта, однако ошибочно передаёт секретарю суда вместо вердикта разоблачающее её письмо от Дюранта.
Фильм остался малозамеченным критикой, отметившей его чрезвычайно скромный бюджет, крепкую постановку и сильную игру Марджори Лорд в роли роковой женщины.

## Сюжет
Молодая и привлекательная Джина Крейн (Марджори Лорд) является женой немолодого адвоката Клинтона Крейна (Пьер Уоткин), который выигрывает праймериз и становится кандидатом в губернаторы. В знак благодарности за помощь в избирательной кампании Клинтон везёт жену в магазин мехов, чтобы купить ей дорогую норковую шубу. В магазине их обслуживает его хозяйка и подруга Клинтона Эдна Эммерсон (Клэр Уитни), а демонстрирует шубу модель Барбара Арнольд (Рут Брейди). Во время показа в магазин заходит Флойд Дюрант (Роберт Шейн), недавно назначенный заместитель Эдны, красавец, который уже успел завести роман с Барбарой. Флойд узнаёт Джину и назначает ей встречу вечером у себя дома. Во время встречи выясняется, что в своё время Флойд и Джина, которая была известна под именем Дженни Хэдли, шантажом выманивали деньги у богатых клиентов, но в какой-то момент Дженни просто сбежала от Флойда в другой город. Между Джиной и Флойдом снова вспыхивает роман, и своё частое отсутствие она объясняет мужу необходимостью участия в многочисленных благотворительных мероприятиях. Во время очередной поездки на прогулку вдоль морского побережья Флойд требует с Джины 15 тысяч долларов за молчание о её прошлом, однако Джина с негодованием отвергает его шантаж и уезжает. В течение нескольких дней Флойд безуспешно пытается дозвониться до Джины, однако она не подходит к телефону. Наконец, он присылает ей домой с курьером письмо, в котором напоминает, что у него есть фотография, являющаяся неопровержимой уликой её участия в их преступном бизнесе в Милуоки. Далле он просит её немедленно приехать для встречи с ним, в противном случае угрожая рассказать о её прошлом Клинтону. Джина прячет письмо в карман пальто и направляется на квартиру Флойда, который тем временем выясняет отношения с ревнивой Барбарой. Девушка угрожает убить Флойда за его измены и даже хватается за нож для вскрытия писем, однако затем в слезах выбегает из квартиры. Когда Барбара садится в лифт, она видит как со стороны лестницы к квартире подходит женщина, однако в темноте не может разглядеть её лицо. Джина заходит к Флойду в квартиру, заявляя, что может заплатить ему максимум 2 тысячи долларов, требуя в обмен отдать компрометирующую её фотографию. Когда Флойд отказывается и набирает номер, чтобы рассказать обо всём Клинтону, Джина хватает нож для вскрытия писем и убивает шантажиста. Затем она забирает у Флойда все свои фотографии и незаметно уходит, столкнувшись у лифта с пьяным соседом Флойда.
На следующее утро Джина уговаривает мужа взять её в очередную предвыборную поездку, и на железнодорожном вокзале она видит, как полиция по подозрению в убийстве Флойда арестовывает Барбару, которая покупала билет, чтобы уехать в другой город. Эдна Эммерсон, которая очень привязана к Барбаре, решает нанять ей лучшего адвоката, обращаясь к Клинтону. Однако по совету Джины он отказывается, так как в разгар предвыборной кампании ему не стоить вести дела в суде. Вместо себя Клинтон рекомендует своего коллегу, адвоката и начальника своего избирательного штаба Марка Эмери (Джеймс Сиэй), который берётся за дело. Барбара сообщает Марку о таинственной женщине, которую видела у дверей квартиры Флойда перед самым убийством, эту же информацию подтверждает и сосед, однако установить личность женщины не удаётся из-за отсутствия чёткого описания внешности. Марк проводит собственное расследование, и, изучив многочисленные контакты Флойда, выясняет, что он прибыв из Милуоки, где у него была сообщница по имени Дженни Хэдли.
По странному стечению обстоятельств Джину избирают в состав присяжных в суде над Барбарой, и более того, её выбирают старшиной присяжных. В суде одна из свидетелей подтверждает, что видела из окна напротив, как Барбара брала в руки нож, и кроме того на нём обнаружены её отпечатки пальцев. С другой стороны, показания Барбары и соседа Флойда о таинственной женщине так и не находят своего подтверждения. Во время обсуждения вердикта большинство присяжных считают Барбару виновной, а тех немногих, кто в этом сомневается, Джина склоняет поддержать мнение большинства. В итоге принимается единогласное решение о виновности, которое Джина вписывает в специальный бланк для последующей передачи секретарю суда. Она кладёт документ в карман своей шубы, и по возвращении в зал суда достаёт из кармана листок, передавая его секретарю. По указанию судьи секретарь зачитывает, что там написано, однако это оказывается не вердикт, а компрометирующее Джину письмо от Флойда. Услышав текст письма, Джина падает в обморок, а Марк поздравляет свою подзащитную с тем, что она свободна.

## В ролях
- Марджори Лорд — Джина Крейн, она же Дженни Хэдли
- Роберт Шейн — Флойд Дюрант
- Пьер Уоткин — Клинтон Крейн
- Джеймс Сиэй — Марк Эмери
- Рут Брэдли — Барбара Арнольд
- Клэр Уитни — Эдна Эммерсон
- Дороти Грэйнджер — Жанетт Вудс
- Роберт Эмметт Кин — судья Бенсон (в титрах не указан)

## Создатели фильма и исполнители главных ролей
По информации историка кино Хэла Эриксона, хотя в титрах имя режиссёра указано как Шерман Скотт (англ. Sherman Scott), на самом деле фильм поставил «плодовитый Сэм Ньюфилд, который взял короткую передышку в промежутке между множеством вестернов категории В». В период с 1926 по 1958 годами Ньюфилд поставил в общей сложности 214 малобюджетных картин, среди которых было и несколько фильмов нуар, таких как «Леди сознаётся» (1945), «Апология убийства» (1945) и «Денежное безумие» (1948).
Как отмечает Эриксон, актриса Марджори Лорд более всего известна по исполнению роли жены заглавного героя в телевизионном ситкоме «Шоу Дэнни Томаса», известном также как «Освободите место для папочки» (1957—1964, 228 эпизодов), а в реальной жизни — как мать актрисы Энн Арчер. Среди 31 картины с участием Лорд наиболее известны «Сорок непослушных девушек» (1937), «Плоть и фантазия» (1943), «Шерлок Холмс в Вашингтоне» (1943), «Новичок» (1943) и «Новый Орлеан» (1947).

## История создания фильма
В основу сценария фильма был положен эпизод под названием «Вне разумного сомнения» из радиосериала «Свистун», который вышел в эфир 16 июля 1947 года.
Рабочими названиями фильма были «Виновная женщина» (англ. Guilty Woman) и «Вне разумного сомнения» (англ.  Beyond Reasonable Doubt).
Фильм был произведён в июне 1948 года на студии Morey-Sutherland Studios, съёмки проходили в павильонах Universal Studios. Премьера картины состоялась 7 октября 1948 года в Лос-Анджелесе.

## Оценка фильма критикой
Обратив внимание на очевидно скромный бюджет и недостатки сюжета, исследователь жанра фильм нуар Джон Грант среди достоинств картины отмечает «великолепный сюжетный поворот в конце,.. отличный темп повествования, напряжённость действия, а также игру Марджори Лорд в главной роли роковой женщины». По словам Гранта, «на протяжении первой четверти фильма зрителя склоняют к мысли, что Дженни/Джина, возможно, обманом была втянута в преступную деятельность, и что, каково бы ни было её прошлое, она полностью изменилась, став искренне любящей женой». Затем, когда она поддаётся уговорам Флойда и возобновляет с ним отношения, предавая доверие мужа, чувства зрителя по отношению к ней немного меняются в худшую сторону. Однако, как пишет Грант, «с другой стороны, он политик и адвокат, и скорее всего рассматривает её просто как трофейную жену, и потому можно понять её и здесь. Даже когда она убивает Флойда можно убедить себя в том, что это для неё был лишь способ избежать разрушения жизни, которую она выстроила — кроме того, шантажисты заслуживают то, что они получают». Но где Дженни/Джина действительно теряет остатки положительного отношения зрителя, это когда она не только по существу рада тому, что Барбару отправят на электрический стул за преступление, в котором та абсолютно невиновна, но и делает всё от неё зависящее, чтобы эта казнь состоялась. По мнению Гранта, «Лорд справляется с этой трансформацией своей героини действительно мастерски», создавая «один из выдающихся образов роковой женщины на экране»